# .gent
.gent is een generiek topleveldomein voor websites in Gent. Registrar Combell heeft toestemming gekregen om de domeinnaam te beheren, met de steun van de stad Gent. Samen met .brussels en .vlaanderen zijn het de enige geografische TLD's die in België geïntroduceerd werden.

## Geschiedenis
In 2012 werden er drie aanvragen bij de ICANN gedaan voor generieke topleveldomeinen voor België. Deze plaatsen werden verloot waardoor .gent op de 1.021ste plaats kwam, .vlaanderen op de 1.416e plaats en .brussels op de 1.518e plaats. Op 23 januari 2014 tekende Combell de overeenkomst voor .gent met ICANN. Sinds 4 september 2014 is .GENT beschikbaar voor het grote publiek.